# Cserje

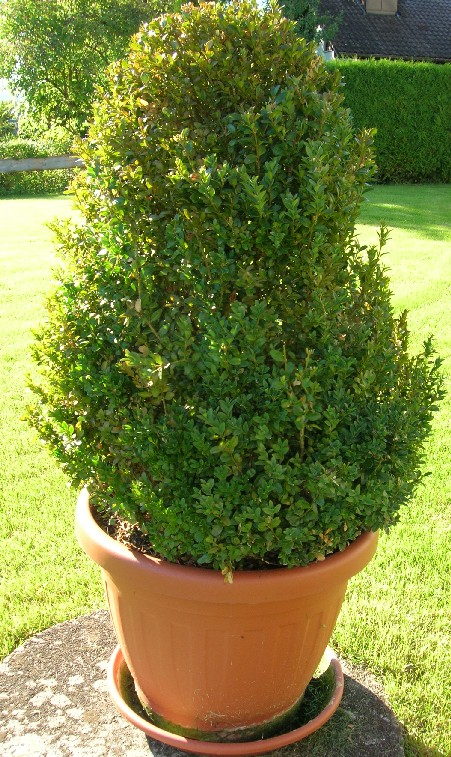
Örökzöld bukszusbokor

A cserje vagy bokor inkább kertészeti, mintsem botanikai kategória. Olyan fás szárú növények tartoznak e gyűjtőfogalom alá, amelyek a fáknál alacsonyabbak (kevesebb mint 5–6 m magasak) vagy alacsonyan elágazó száruk van. Sok növényt cserjének vagy fának is be lehet sorolni, a fejlődésük során tapasztalt körülmények határozzák meg, melyikké fejlődnek. A két változatot a magyar nyelv meg is különbözteti, például bodzabokor, bodzafa.
A Raunkiær-féle életforma-osztályozás szerint phanerophyták.
A formára nyírt bokrok a kertek hagyományos elemei.
A cserjék változatai (zárójelben néhány példa):
- nyáron zöldellő, nagy levelű cserjék (mogyoró, bodza)
- vesszős termetű cserjék (rekettye)
- örökzöld keménylombú cserjék (babér, magyal)
- tövises cserjék (borbolya, sünzanót, kökény)
- tűlevelű cserjék (boróka)
- törpecserjék (áfonya, különleges forma: kúszó rácscserjék)
- félcserjék (szuhar, bodorrózsa, napvirág)
- cserje alakú félparaziták (fagyöngy)